# Дирутенийпентагольмий
Дирутенийпентагольмий — бинарное неорганическое соединение
гольмия и рутения
с формулой Ho5Ru2,
кристаллы.

## Получение
- Сплавление стехиометрических количеств чистых веществ:

{\displaystyle {\mathsf {5Ho+2Ru\ {\xrightarrow {1350^{o}C}}\ Ho_{5}Ru_{2}}}}

## Физические свойства
Дирутенийпентагольмий образует кристаллы
моноклинной сингонии, пространственная группа C 2/c, параметры ячейки a = 1,5244 нм, b = 0,6251 нм, c = 0,7264 нм, β = 97,26°, Z = 4,
структура типа дикарбида пентамарганца Mn5C2
.
Соединение конгруэнтно плавится при температуре ≈1350°C .